# مارک سنگر
مارک سنگر (انگلیسی: Mark Sanger؛ زاده ۱۳ ژانویهٔ ۱۹۷۴) یک تدوینگر فیلم بریتانیایی است. وی معمولاً با آلفونسو کوارون کار می‌کند.

## بخشی از فیلم‌شناسی

### بعنوان تدوینگر
1. آخرین شوالیه‌ها (۲۰۱۵)
2. جاذبه (۲۰۱۳)

### بعنوان دستیار تدوینگر
1. سولومون کین (۲۰۰۹)
2. راز موناکر (۲۰۰۸)
3. اگر می‌شد (۲۰۰۴)
4. بازگشت مومیایی (۲۰۰۱)
5. ۱۰۲ سگ خالدار (۲۰۰۰)
6. دنیا کافی نیست (۱۹۹۹)
7. سفر فلیسیا (۱۹۹۹)
8. مومیایی (۱۹۹۹)
9. فردا هرگز نمی‌میرد (۱۹۹۷)

### بعنوان تدوینگر جلوه‌های ویژه
1. آلیس در سرزمین عجایب (۲۰۱۰)
2. راز موناکر (۲۰۰۸)
3. آرایشگر شیطانی خیابان فلیت (۲۰۰۷)
4. فرزندان انسان (۲۰۰۶)
5. چارلی و کارخانه شکلات‌سازی (۲۰۰۵)
6. تروآ (۲۰۰۴)
7. روزی دیگر بمیر (۲۰۰۲)

## جوایز و نامزدی‌ها
- ۲۰۱۴
  - برنده: جایزه اسکار بهترین تدوین - جاذبه
  - نامزدی: BAFTA Film Awards Best Edited Feature Film - جاذبه
  - نامزدی: ACE Eddie Best Edited Film - Drama - جاذبه
  - برنده: Saturn Award for Outstanding Editing - جاذبه
- ۲۰۱۳
  - برنده: Alliance of Women Film Journalists Award for Best Editing 2013 - جاذبه
  - برنده: انجمن منتقدان پخش فیلم Award for Best Editing 2013 - جاذبه
  - برنده: انجمن منتقدان فیلم شیکاگو Award for Best Editing 2013 - جاذبه
  - برنده: Las Vegas Film Critics Society Award for Best Editing 2013 - جاذبه
  - برنده: انجمن منتقدان فیلم لس آنجلس Award for Best Editing 2013 - جاذبه
  - برنده: Online Film Critics Society Award for Best Editing 2013 - جاذبه
  - برنده: Phoenix Film Critics Society Award for Best Editing 2013 - جاذبه
  - نامزدی: انجمن منتقدان فیلم سن دیگو Award for Best Editing 2013 - جاذبه
  - برنده: San Francisco Film Critics Circle Award for Best Film Editing 2013 - جاذبه
  - نامزدی: جایزه ستلایت Award for Best Editing 2013 - جاذبه
  - برنده: Washington DC Area Film Critics Association Award for Best Editing 2013 - جاذبه